# Штурм, Наталья Юрьевна
Ната́лья Ю́рьевна Штурм (род. 28 июня 1966, Москва, СССР) — российская певица, писательница и фотомодель; наиболее известна как исполнительница песни «Школьный роман». Заслуженная артистка Автономной Республики Крым (2001).

## Биография
Мать — Елена Константиновна Штурм (1933—2024) — редактор по образованию, бабушка — Серафима Павловна, дед — Константин Николаевич — выходец из старинного дворянского рода Старицких, похоронен на Новодевичьем кладбище — был лирико-драматическим тенором в театре Станиславского и Немировича-Данченко и работал в ансамбле Л. Утёсова.
Заниматься музыкой начала с 6 лет в музыкальной школе имени Дунаевского по классу фортепиано. После окончания школы № 232 с литературно-театральным уклоном поступила в музыкальное училище имени Октябрьской революции.
В 1982 году окончила литературно-театральную школу и поступила на подготовительное отделение Московской государственной консерватории по классу вокала к Зурабу Соткилаве.
В 1984 году начала обучение в Московском музыкальном училище имени Октябрьской Революции (педагог С. В. Кайтанджян) и оканчивает его в 1989 году.
В 1987 году стала участницей труппы Камерного еврейского музыкального театра, параллельно выступая в спектакле «Трёхгрошовая опера» театра-студии «Третье направление».
В 1989 году поступила в Государственный народный ансамбль под управлением В. Назарова.
В 1990 году окончила Московский государственный институт культуры (отделение библиографоведения литературы и искусства).
В 1991 году на Всероссийском конкурсе «Шоу-Королева» завоевала первое место и приз зрительских симпатий. Это было её первое сольное выступление. После этого некоторое время была солисткой ансамбля еврейской музыки «Мицва» под управлением Виктора Лензона.
В сентябре 1993 года в результате знакомства с Александром Новиковым началось их творческое сотрудничество. Он создал материал для двух её альбомов и спродюсировал их.
В мае 1997 года её пригласили в телесериал «Золотой дворец», однако на экраны тот не вышел. Одновременно с этим она сама занималась продюсированием своего нового альбома «Уличный художник».
В 2002 году выпустила четвёртый альбом «Зеркало любви» и одноимённый клип с участием Андрея Соколова. Впрочем, значительного успеха альбом не имел.
Пятый альбом «Романтик style», записанный к 2012 году, так и не вышел.
14 июня 2025 года Наталья Штурм в программе "Ты не поверишь" сильно превозносила себя. Она говорила неправду касательно своей фигуры, когда журналисты упрекнули её в лукавстве, она не сдержалась и выкрикнула: "Я не лукавлю, я просто вру!". Фото и видео своего тела она продает за немалые суммы, это позволило Штурм приобрести роскошный особняк.

## Дискография

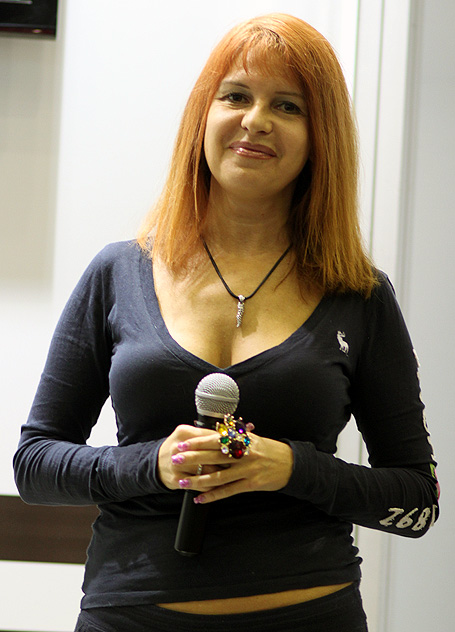
Изображение 2011 года

### Студийные альбомы
1. 1994 — «Я не надувная»
2. 1996 — «Школьный роман»
3. 1998 — «Уличный художник»
4. 2002 — «Зеркало любви»
5. 2012 — «Романтик style» (не издан)

### Сборники
1. 2011 — «School romance and other»
2. 2011 — «Белый ангел»

## Наиболее известные песни
1. «Школьный роман»
2. «Уличный художник»
3. «Комсомольск-на-Амуре»
4. «Твой самолёт»

## Писательница
Пишет детективы и романы.
1. 2006 — роман «Любовь цвета крови» (переиздавался как «Уж замуж невтерпёж»)[3].
2. 2010 — роман «Сдохни, тварь, или Любовь цвета одиночества».
3. 2011 — роман «Школа строгого режима, или Любовь цвета юности».
4. 2012 — триллер «Солнце в скобках».
5. 2013 — роман «Все оттенки боли»[4][5].

## Семья
- Первый муж (1987—1991) — Сергей Викторович Деев — учился вместе с Натальей в музыкальном училище и работал в Московском театре оперетты[1],
  - Дочь — Елена (род. 23 декабря 1989)[1],
    - Внук — Даниэль (род. 2 мая 2019)[6];
- Второй муж (2003—2005, официально брак был расторгнут в 2024 году) — Игорь Павлов[7],
  - Сын — Арсений (род. 10 января 2004)[1].

## Фильмография
1. 1983 — Нежный возраст
2. 1997 — Золотой дворец (фильм на экраны не вышел)
3. 2000 — Сыщики
4. 2008 — Закон и порядок: Отдел оперативных расследований
5. 2008 — 220 вольт любви

## Телевидение
- 2018 — «Звёзды сошлись». Выпуск № 47[8]
- 2018 — «На самом деле» — 03.10.2018.[9]
- 2017 — «Прямой эфир» — 10.02.2017.[10]
- 2017 — «На самом деле»[11]
- 2017 — «Прямой эфир» — 24.11.2017.[12]
- 2016 — «На 10 лет моложе» — 18.06.2016.[13]
- 2016 — «Зеркало для героя»[14]
- 2007 — «Званый ужин»[15]
- 2024 — «Экстрасенсы. Реванш»

## Награды и звания
- Заслуженная артистка Автономной Республики Крым (27 апреля 2001 года) — за высокое профессиональное мастерство, большой личный вклад в пропаганду русской культуры и развитие многонациональной культуры Крыма, активное участие в Днях культуры Москвы в Автономной Республике Крым[16].